# Storia di Sparta

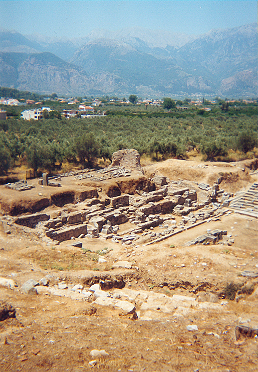
Rovine di Sparta

La storia di Sparta segue il destino dell'antica Grecia. Sparta era una polis: dai suoi leggendari inizi, nel periodo dell'Età del bronzo, fino alla sua incorporazione nella Lega achea e nella tarda Repubblica romana come suo alleato, nel 146 a.C., trascorse circa un millennio.
Dal momento che il popolo acheo non fu il primo ad insediarsi nel territorio del Peloponneso corrispondente alla valle del fiume Eurota in Grecia, ne vengono descritti – per quanto possibile – pure il precedente periodo miceneo e quello dell'età della pietra; un breve accenno viene fatto pure riguardo ai periodi post-classici. Sparta ha infine continuato ad essere un centro urbano fino all'età contemporanea con la sua appartenenza alla moderna nazione greca.
La Sparta dorica ha acquisito il suo massimo prestigio e rilevanza nel corso del VI secolo a.C. Al tempo delle guerre persiane era riconosciuta, come potenza militare, per unanime consenso, la più importante delle città-stato (póleis) greche; successivamente perdette in parte quel ruolo quando gli ateniesi tramarono per rompere le fondamenta del suo stato, dopo che un grave terremoto distrusse in parte la città nel 464 a.C. (vedi il Terremoto di Sparta del 464 a.C.).
Quando Sparta sconfisse l'antica Atene nella guerra del Peloponneso, essa si assicurò un'egemonia senza precedenti in tutto il sud dell'antica Grecia; tuttavia, questa si ruppe in seguito alla battaglia di Leuttra svoltasi nel 371 a.C.. Da allora non fu più in grado di riconquistare la sua supremazia militare e col tempo finì con l'essere assorbita dalla lega achea nel II secolo a.C.
Va notato che non tutte le informazioni sulla storia di Sparta sono note o ben chiare; data la mancanza di cultura nella città – da principalmente concentrata sull'ambito militare –, la maggior parte delle fonti su di essa provengono dalla rivale Atene, rendendole potenzialmente distorte rispetto alla realtà. Le sue rovine, inoltre, offrono poche informazioni.
Oltre che della Sparta antica, si tratterà anche di quella moderna.

## Origini

### Nella mitologia
Nella mitologia, il primo re della Laconia – la regione di Sparta –, o allora Lelegia, fu Lelego, figlio (secondo Stefano di Bisanzio) di Sparto o della divinità Elio. Costui si sposò con la ninfa Cleocaria e da lei ebbe Milete (suo successore), Policaone (primo re di Messenia) e Terapne, da cui il nome dell'antico insediamento. Lelego è anche il progenitore dei Lelegi, che non erano greci, bensì Pelasgi.
Il nipote di Lelego, Eurota (da cui il fiume) ebbe una sola figlia, Sparta, che fu data in matrimonio a Lacedemone, figlio di Zeus e della Pleiade Taigete (da cui il monte), che rinominò la città in onore della moglie. Tra i suoi discendenti si ricordano Amicla, Cinorta, Euridice (nonna di Perseo, il ché collegò la famiglia a quella di Danao, Egitto e Nilo) e Tindaro, patrigno dei Dioscuri, Clitemnestra ed Elena di Sparta.

Grecia Omerica – la Laconia di Menelao è in fucsia

Elena divenne la moglie di Menelao, ed è principalmente ricordata perché la sua relazione con Paride fu la causa scatenante della guerra di Troia. Curiosamente, Elena e Menelao si riconciliarono dopo la guerra, come si legge nel libro IV dell'Odissea. L'ultimo sovrano Atreide fu Tisameno, rimpiazzato da Euristeo. Secondo la leggenda l'eroe e semidio Eracle trascorse un periodo d'esilio proprio a Sparta. I suoi discendenti, gli Eraclidi (Alleati coi Dori, discendenti di Doro), in seguito ebbero l'occasione di tornare in quello stesso luogo, in particolare Illo, che iniziò l'invasione del Peloponneso continuata poi dai pronipoti Temeno, Cresfonte ed Aristodemo. È proprio da quest'ultimo che si originarono i primi diarchi: Procle (progenitore degli Euripontidi) ed Euristene (progenitore degli Agiadi).

### Evidenze storiche
La prima prova certa d'insediamenti umani nella regione della Laconia – in cui sorse Sparta – si compone di opere di ceramica risalenti al medio periodo Neolitico trovate nelle vicinanze di Kouphovouno, a circa 2 km a sudovest dal sito di Sparta.
Già nell'età del bronzo esisteva l'insediamento di Terapne (Terapnes), oggi situata sul massiccio del Menelaion, circa 5 km a sudest di Sparta, che rappresenta la più antica comunità della Grecia antica. I micenei la abbandonarono come conseguenza del medioevo ellenico e fu ripopolata dalle popolazioni che rimpiazzarono i micenei stessi. Si ritiene che l'antica Sparta si fosse costituita a seguito di un fenomeno di sinecismo, ovvero l'unione tra la Terapne micenea e la Lacedemona dorica.

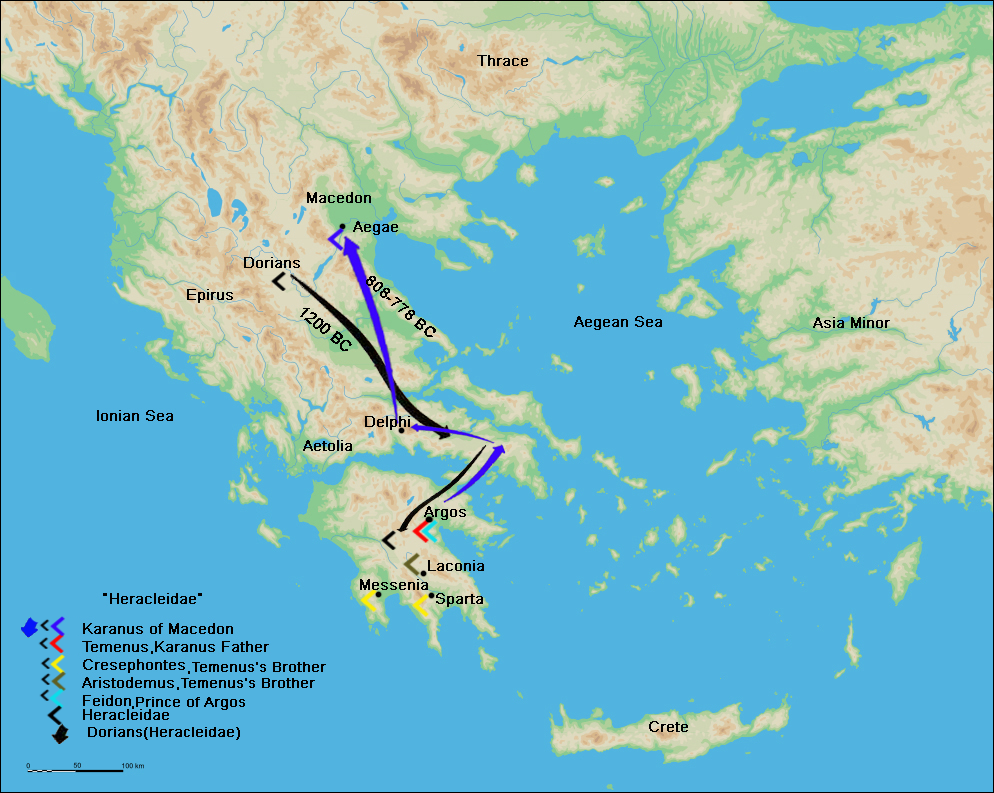
Spostamenti degli Eraclidi (in nero)

## Medioevo Ellenico (1100-800 a.C.)

### Insediamento dei Dori
I micenei sembrano essere caduti in declino a partire dalla tarda età del bronzo quando, secondo quel che ne dice lo storico Erodoto, tribù provenienti dal nord della Macedonia marciarono a tappe forzate in direzione del Peloponneso, ove vennero chiamati Dori: essi soggiogarono le tribù locali e vi si stabilirono.
La tradizione descrive come, circa sessanta anni dopo la guerra di Troia, ebbe luogo una migrazione dei Dori provenienti da nord; ciò alla fine portò alla nascita della Sparta classica e alla rifondazione delle città achee. Questa tradizione rimane tuttavia abbastanza contraddittoria: essa fu scritta difatti molto tempo dopo i fatti apparentemente illustrati; pertanto scettici come Karl Julius Beloch hanno sempre negato che si possa esser verificato un tale evento.
Lo storico John Chadwick ebbe modo di sostenere, sulla base di lievi variazioni regionali che si sono rilevate sulla scrittura in lineare B, che i Dori dovessero aver già vissuto nella regione a loro attribuita in qualità di maggioranza oppressa – parlando un dialetto autoctono, il dorico – ed emersero alla storia quando riuscirono infine a rovesciare i loro precedenti padroni.

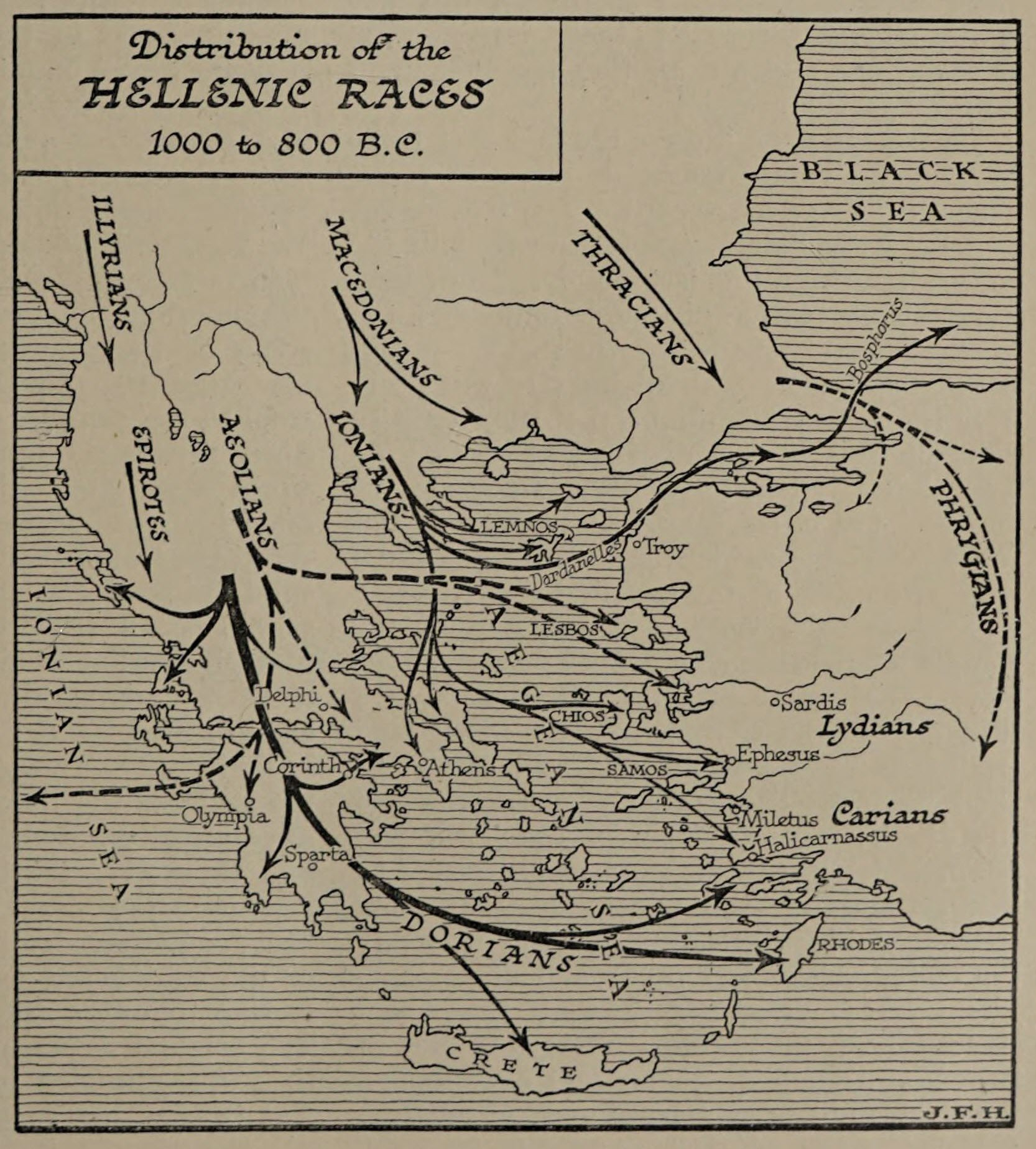
Invasioni dei Dori, Eoli, Ioni e altri popoli (illustrazione del 1920)

Archeologicamente a Sparta cominciano a mostrarsi segni di insediamenti stabili solo intorno al 1000 a.C., all'incirca quindi ben duecento anni dopo il crollo della civiltà micenea, nel corso dell'epoca conosciuta come medioevo ellenico.
Il docente di storia antica dell'università di Oxford William George Grieve Forrest suggerì come, dei quattro centri urbani che composero la polis spartana, i due siti sorti più vicino all'acropoli, Pitana e Mesoa (identificabili con Terapne e Lacedemona), rappresentassero gli insediamenti originali, mentre le due colonie più esterne, Limnai e Konoura, fossero state fondate in seguito. È possibile che il sistema di "doppia regalità" vigente a Sparta possa esser stato originato dalla fusione dei primi due villaggi. Uno degli effetti più eclatanti del crollo miceneo fu il calo verticale della popolazione; in seguito a ciò vi fu un significativo recupero di abitanti, ed una tal crescita è molto probabile che sia stata più marcata proprio a Sparta, situata com'era nella parte più fertile della pianura circostante.
Tra l'VIII e il VII secolo a.C. gli spartani conobbero un periodo di caos, illegalità anarchica e guerra civile, poi testimoniato sia da Erodoto che da Tucidide; di conseguenza vennero effettuate tutta una serie di riforme politico-sociali del loro sistema di convivenza civile, che in seguito fu attribuito ad un unico legislatore semi-mitico di nome Licurgo. Sono precipuamente tali riforme a segnare l'inizio della storia della Sparta classica.

## VIII secolo a.C.

### Riforme di Licurgo

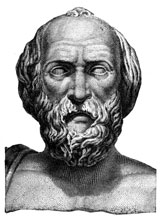
Busto di Licurgo (raffigurazione basata su un busto presente ai Musei Vaticani)

È durante il regno dei sovrani Carilao ed Archelao che la maggior parte delle fonti antiche colloca la vita del legislatore Licurgo. In effetti gli stessi spartani attribuirono il loro seguente successo a tali riforme, istituite in un momento in cui lo stato era stato gravemente indebolito da vari dissensi interni e mancava perciò la stabilità d'una comunità unita e ben organizzata. Vi sono ragioni per dubitare che sia esistito un riformatore di nome Licurgo: il suo nome deriva difatti dalla parola greca indicante il lupo – animale strettamente associato al dio Apollo – e pertanto egli potrebbe essere molto semplicemente una personificazione della divinità.
Lo storico John Francis Lazenby suggerisce che la duplice monarchia potrebbe risalire a questo periodo di riformulazione della società, come il risultato di una fusione dei quattro villaggi che Sparta aveva avuto fino a quel momento, finendo per formare due fazioni, quella di Pitana-Mesoa e quella di Limnai-Konoura. Secondo una tale prospettiva i re che la tradizione afferma governarono prima di questo tempo erano o totalmente mitici oppure, nel migliore dei casi, dei capo-fazione. Lazenby ipotizza inoltre che anche altre riforme, come l'introduzione degli efori, furono innovazioni successive le quali vennero però attribuite anch'esse a Licurgo.
Tra le altre riforme di Licurgo (raccolte nella Grande Rhetra), vi potrebbero essere l'istituzione della gherusìa e dell'apella, in campo legislativo, e del sissizio e dell'agoghé, in campo sociale. A Licurgo potrebbe essere quindi attribuita la macabra pratica di abbandonare i neonati non adatti alla guerra sul Taigeto, per quanto sia stato appurato trattarsi di una leggenda.

### Espansione nel Peloponneso
I Dori sembra abbiano impostato un sistema di ampliamento delle frontiere del territorio spartano quasi prima d'aver stabilito un proprio stato autonomo; combatterono quindi presto contro gli argivi ad est e contro gli abitanti dell'Acaia a nordovest. L'evidenza suggerisce che Sparta, relativamente inaccessibile a causa della topografia della sua pianura, fosse al sicuro fin dall'inizio della sua storia e che pertanto non sia mai stata fortificata in quanto non ve n'era alcun bisogno.
Sparta ha condiviso la propria pianura con il centro urbano di Amicle, che si trovava a sudest; quest'ultimo è stato uno dei pochi luoghi a sopravvivere e ad esser abitato fin dai tempi micenei, ed è quindi molto probabile che sia stato il vicino più forte per gli spartani. Da qui la tradizione che vuole Sparta, sotto i suoi re Carilao ed Archelao, spostare verso nord i propri territori per garantirne la superiorità – verso la valle dell'Eurota – risulta plausibile.
A seguire furono prese le città di Pharis, Geronthres e, anche se le tradizioni al riguardo rimangono alquanto contraddittorie, Amicle la quale probabilmente cadde all'incirca nel 750 a.C. È probabile che gli abitanti delle prime due città siano stati cacciati, mentre quelli della terza furono sottomessi al dominio spartano: Pausania ritrae questo conflitto come la guerra tra i Dori e gli Achei.
Quest'epoca pare sia stata un momento assai duro per Sparta, con un alto numero di morti precoci; tuttavia, la documentazione archeologica getta dubbi su questo e infatti una distinzione di genere culturale rimane invisibile all'archeologia.
Sparta partecipò anche alla seconda colonizzazione greca: un gruppo di perieci chiamati Partheni, guidati dal nobile Falanto, abbandonò la città per spostarsi in Magna Grecia, dove fonderanno Taras, oggi Taranto, che fu un'importante colonia greca nonché un centro di resistenza alla conquista dell'Italia meridionale da parte di Roma. In seguito fu anche fondata Trachis (oggi Eraclea Trachinia) situata in Malide.

## VII secolo a.C.

### Guerre contro la Messenia
Stando a Tirteo, la prima guerra contro la Messenia avvenne tra Alcamene-Polidoro ed Eufeo tra l'VIII e il VII secolo a.C., e durò 19 anni.
La seconda guerra, invece, è stata messa in dubbio per molto tempo dal momento che né Erodoto né Tucidide ne parlano, ma secondo Tirteo fu in questa guerra che Sparta si affermò come potenza principale della Laconia, e in questa guerra i messeni furono schiavizzati e resi iloti.
Sparta conquistò anche la Cinuria e l'isola di Cerigo, strappata agli uomini di Argo: gli abitanti furono resi perieci.

## VI secolo a.C.

### Cambiamenti politici in Grecia
Sparta, guidata da Agasicle da una parte e Leonte dall'altra attaccò le città dell'Arcadia e in particolare Tegea, ma subì una pesante sconfitta nella cosiddetta battaglia dei ceppi di Tegea (560 a.C.). Sparta entrò in un periodo di transizione e, invece di schiavizzarli, cercò di far entrare i popoli sottomessi in un'alleanza (base della futura lega peloponnesiaca). Forrest attribuisce questo cambiamento all'eforo Chilone.
In seguito Sparta si scontrò con Argo nella battaglia dei campioni (546 a.C.) che però risultò inconcludente, ma qualche decennio dopo, sotto i regni di Cleomene e Demarato, Argo fu definitivamente sconfitta nella battaglia di Sepeia (494 a.C.).
Gli stessi re (più che altro Cleomene) aiutarono gli ateniesi a cacciare il pisistratide Ippia, mentre appoggiarono Isagora, mandando un contingente armato verso la città; tuttavia, gli ateniesi stessi lo cacciarono, preferendo Clistene. Cleomene cercò di coagulare le forze della lega peloponnesiaca per attaccare Atene, ma nulla si avverò effettivamente. Questo avvenimento portò a una riforma della lega peloponnesiaca (506 a.C.): essa passò da essere controllata dalla sola Sparta ad essere una coalizione bicamerale (formata dall'ecclesia e da un congresso che includeva i rappresentanti delle città alleate). Fra gli alleati più importanti figuravano Corinto, Epidauro, Orcomeno, Micene e la lega beotica.

## V secolo a.C.

### Minaccia persiana

#### Prima guerra persiana
Nel primo conflitto fra greci e Impero achemenide, Sparta decise di aiutare Atene nella battaglia di Maratona, ma poiché i combattimenti si stavano svolgendo durante le festività spartane, fu deciso di aspettare la luna piena per mandare un esercito: come risultato gli Spartani arrivarono a guerra ormai conclusa.
Dopo la conclusione della prima guerra persiana il re Demarato fu cacciato e rimpiazzato da Leotichida. Demarato avrebbe quindi scelto l'esilio volontario e sarebbe finito alla corte di Dario I; secondo un aneddoto raccontato da Erodoto il re avvertì gli Spartani rivelandogli i piani di Serse, ma la veridicità di questa storia è stata messa in dubbio.
Nel periodo interbellico sembra si sia formata una coalizione di poleis greche, con al centro proprio Atene e Sparta, governata però da un congresso con delegati da ogni città. Erodoto la chiama «οἱ Ἕλληνες», interpretabile come "i greci che si allearono".

Corso della prima guerra persiana (in verde e magenta)

#### Battaglia delle Termopili
Durante la seconda guerra persiana Sparta si imbatté nello stesso dilemma che l'aveva interessata nella prima: la guerra si stava svolgendo durante la principale festività spartana, ma fu deciso di mandare comunque un piccolo contingente a difendere il passo delle Termopili. La ragione religiosa è probabilmente un pretesto e l'esercito fu mandato per non rischiare che Atene venisse sconfitta.
Alla battaglia delle Termopili parteciparono 400 tebani, 700 tespiesi e i famosi 300 spartani, guidati dal re Leonida I, contro circa 300 000 persiani. I greci compirono un leggendario attacco finale in cui inflissero molte perdite ai persiani, per quanto la vittoria – benché pirrica – arrise a quest'ultimi, a causa del tradimento di Efialte di Trachis. A seguito di questa grande battaglia Sparta iniziò ad essere più influente nella lega panellenica, insieme ad Atene, che nel frattempo si era salvata con la battaglia di Salamina.

#### Platea e Micale
La seconda guerra persiana, e quindi l'intero conflitto, fu conclusa con le vittorie terrestre di Platea e navale di Micale.
Una confederazione delle città greche guidate da Pausania, nipote di Leonida, sconfisse un'armata persiana e uccise Mardonio; la vittoria è attribuita alla sola Sparta, che infatti guidò la spedizione. A Micale la coalizione vinse in un'ultima battaglia navale, e la sua vittoria causò una rivolta nelle città greche in Asia Minore. La coalizione condusse poi delle operazioni per liberare alcune città sulla costa anatolica, e tuttavia Sparta si ritirò durante la spedizione, fatta eccezione per l'ormai controverso Pausania, che da solo assediò Bisanzio; questi fu poi cacciato dagli ateniesi e le città, una volta liberate, si unirono ad Atene formando la lega delio-attica.

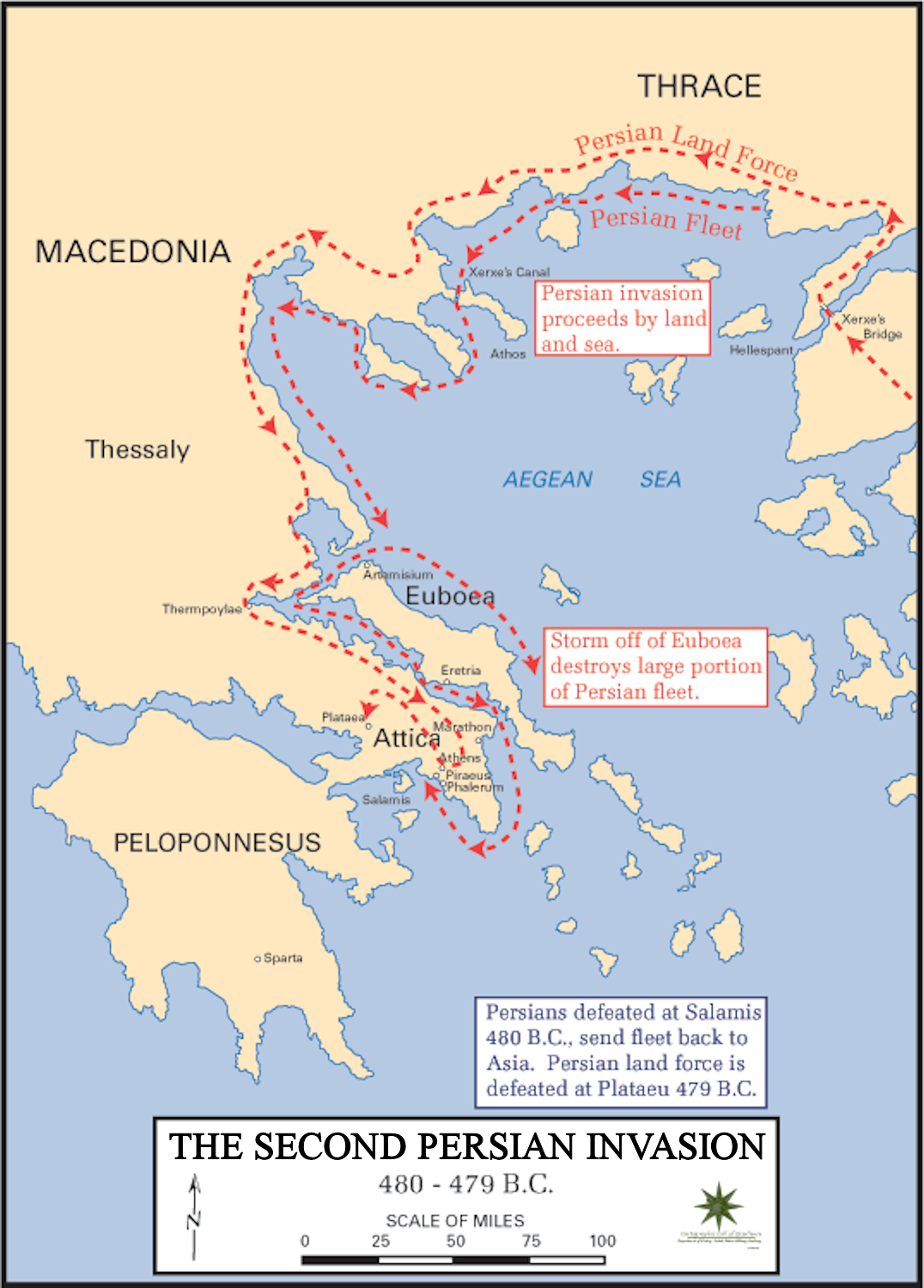
Battaglie principali della seconda guerra persiana

### Il terremoto del 464 a.C.
Nel 464 a.C., un devastante terremoto distrusse gran parte della città, e causò all'incirca 20 000 morti, per quanto questo numero sia iperbolico. Gli iloti ne approfittarono e si ribellarono alle classi sociali dominanti, arroccandosi sul monte Itome. L'ateniese Cimone, alleato di Sparta, che era riuscito a far firmare un trattato tra le città, mandò un contingente per partecipare alla campagna, ma gli spartani mandarono via gli ateniesi, avendo paura che si potessero unire agli iloti. 
Questa serie di eventi generò un clima anti-spartano nella città di Atene, con cui il trattato fu rotto, e fu quindi la causa indiretta della guerra del Peloponneso.

### Sparta contro Atene

#### Primi scontri
La guerra del Peloponneso fu una guerra combattuta tra la lega peloponnesiaca guidata da Sparta, che conteneva appunto le città dell'omonima penisola, e la lega delio-attica (o "impero ateniese") guidata da Atene, che conteneva in primis città e isole affacciate sull'Egeo e dell'Asia Minore, come Mileto, Bisanzio, Nasso, l'Eubea, le Cicladi, il Dodecaneso, le Sporadi ma anche alcune colonie come le antiche Reggio e Lentini. Si suole dividerla in due conflitti.
Durante il primo conflitto Sparta fu in realtà piuttosto assente, perché ancora occupata dalla rivolta degli iloti. La polis vinse la battaglia di Tanagra del 457 a.C. ma gli ateniesi di Pericle vinsero i beoti nella battaglia di Enofita. Il periodo che va da questa vittoria alla seconda guerra del Peloponneso è detta "egemonia ateniese", perché Atene e la sua lega furono alla loro massima espansione e potenza, compiendo incursioni nel Peloponneso e nell'impero persiano (vedasi guerre della lega delio-attica); tuttavia, lo splendore si interruppe dopo la fallita spedizione in Egitto. Tornato Cimone, le città raggiunsero un accordo di 5 anni di tregua. In una seguente rivolta, Atene perse il suo controllo sulla Beozia, sull'Eubea e su Megara, che furono recuperate dopo che Pericle convinse Plistoanatte a ritirarsi, sovrano agiade che in seguito fu mandato in esilio. Le due città raggiunsero infine la pace dei trent'anni, firmata dagli stessi Pericle e Plistoanatte.

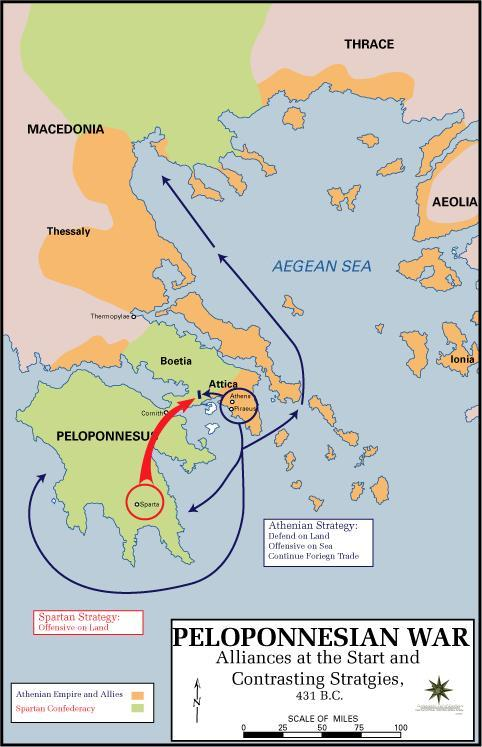
Strategie nella prima fase della guerra del Peloponneso

Sparta dominò anche su Delfi per un breve periodo, in una disputa sul controllo del suo santuario. Seguì anche la battaglia di Mantinea dove Sparta, guidata da Agide II, sconfisse Atene ed Argo.

#### Totale disfatta di Atene
Durante la rivolta dell'isola di Samo, la lega peloponnesiaca considerò l'idea di aiutare i ribelli, ma il rifiuto di Corinto portò all'abbandono del piano. La guerra iniziò poco dopo, e gli spartani erano determinati a sconfiggere del tutto Atene. Nel 425 a.C. Sparta subì una prima sconfitta a Pilo e poi una a Sfacteria, nella cosiddetta "guerra Archidamica" (dal nome del re Archidamo II), ma le sconfitte furono compensate dalle brillanti spedizioni di Brasida in Tracia, tra cui la cattura di Anfipoli, dove le perdite ateniesi furono 2 500 mentre quelle spartane solo 7 (tra cui Brasida stesso). Anche Atene aveva subito pesanti sconfitte (battaglia di Delio) ed i suoi abitanti si erano inoltre rifugiati nelle mura di Pericle, dove furono decimati dalla peste; si decise dunque per un armistizio, la pace di Nicia, ratificato da Nicia e Plistoanatte, tornato dall'esilio dopo la morte del rivale Archidamo II.
La pace fu interrotta nel 415 a.C., quando Atene decise di attaccare la colonia corinzia di Siracusa. Uno dei generali, Alcibiade, fu richiamato e condannato a morte per empietà, ma fuggì a Sparta dove diede consigli agli spartani; costoro spedirono Gilippo a difendere Siracusa, che intanto aveva inflitto una grave sconfitta ad Atene, giustiziando sia Nicia che Demostene.
La flotta ateniese era nettamente superiore a quella spartana, ma quest'ultima fu aiutata dai persiani: Tissaferne raggiunse un accordo con Sparta, dove avrebbe spedito alcune navi ausiliarie in cambio delle terre dell'Asia minore; l'intermediario di questo contratto fu proprio Alcibiade, adesso non più apprezzato a Sparta perché aveva avuto una relazione con la moglie del re Agide II. I persiani gli promisero un glorioso ritorno ad Atene se fosse riuscito a influenzare la città, e quindi vi rimase in incognito fino al 407 a.C.
Nel 408 a.C. Tissaferne fu sostituito da Ciro il giovane, mentre gli spartani mandarono come nuovo intermediario Lisandro, «un grande diplomatico ed organizzatore [...] quasi senza difetti, a meno che non si contino arroganza, disonestà, mancanza di scrupoli e brutalità come tali», che portò avanti l'accordo spartano-persiano. Due anni dopo Lisandro sconfisse l'ammiraglio di Alcibiade, Antioco, nella battaglia di Nozio, grande trionfo dopo la precedente disfatta di Cizico. Lisandro fu rimpiazzato da Callicratida che fu sconfitto e morì nella battaglia delle Arginuse (presso Lesbo), al punto che Sparta propose un armistizio ad Atene, poi rifiutato.
Lisandro tornò sul fronte, come vice-ammiraglio di Araco, gestore della flotta spartana e persiana e per un periodo anche governatore della Lidia. I due spartani furono gli artefici della battaglia di Egospotami, in cui la flotta ateniese di Conone fu distrutta; conseguentemente Sparta occupò alcune delle terre di Atene e poi assediò la città per un anno.

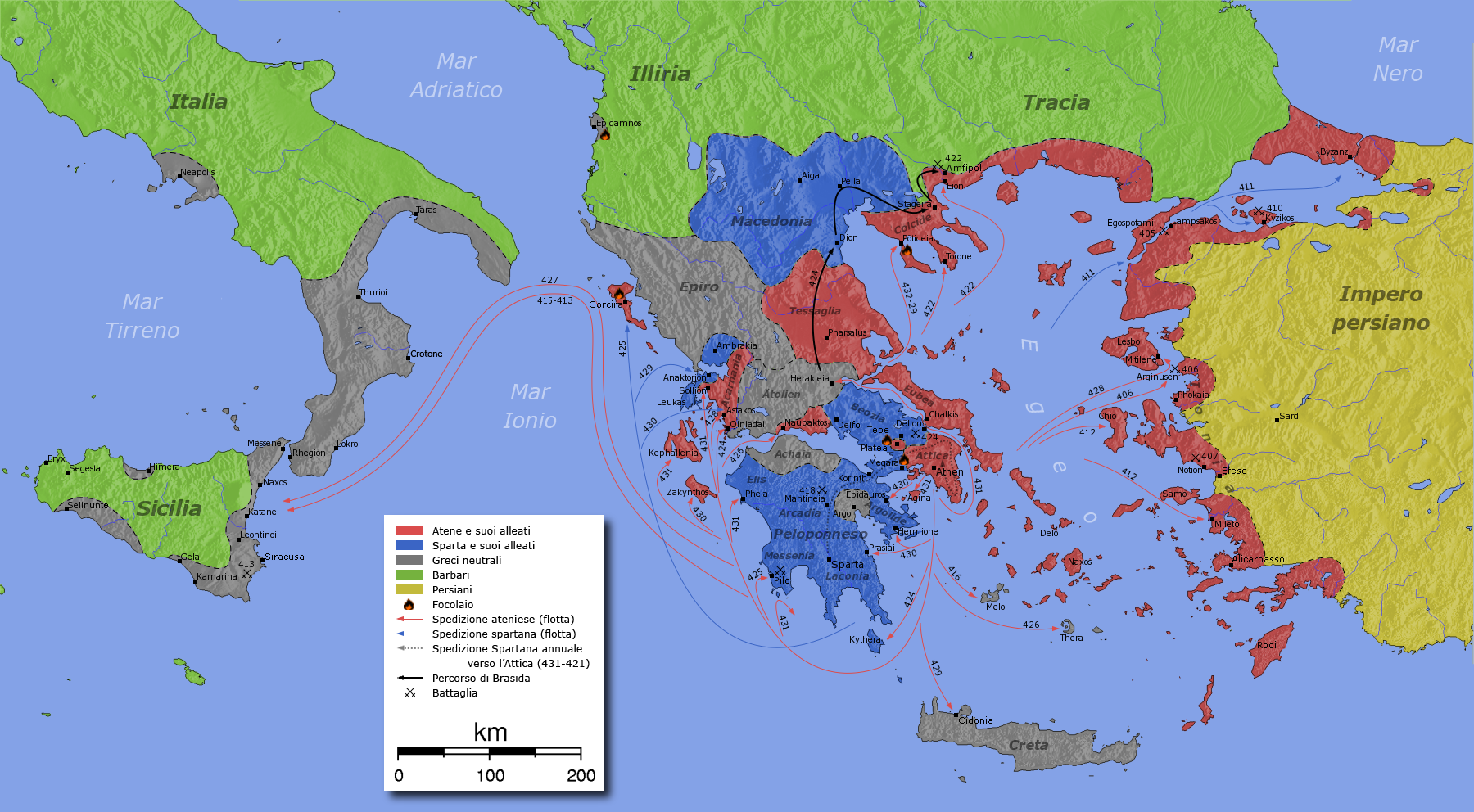
Corso della guerra del Peloponneso

Atene capitolò il 25 aprile del 404 a.C., con l'entrata di Lisandro nel Pireo. Inizialmente gli spartani volevano distruggere la città e schiavizzarne gli abitanti, ma Lisandro stesso si oppose e si optò invece per un durissimo trattato di pace che prevedeva lo smantellamento dell'impero ateniese, la distruzione delle preziose mura lunghe e lo scioglimento della lega delio-attica, con Atene che entrò nella lega peloponnesiaca; la città fu anche governata per quasi un anno dai trenta tiranni, arconti fantocci di Sparta. Va inoltre notato che gli altri membri della lega peloponnesiaca, che avevano contribuito in pratica più di Sparta, non ricevettero nulla.

## IV secolo a.C.

### Dall'egemonia spartana alla nuova rivale Tebe
Laconia Spartana
     Lega peloponnesiaca
     Dipendenze (lega delio-attica)

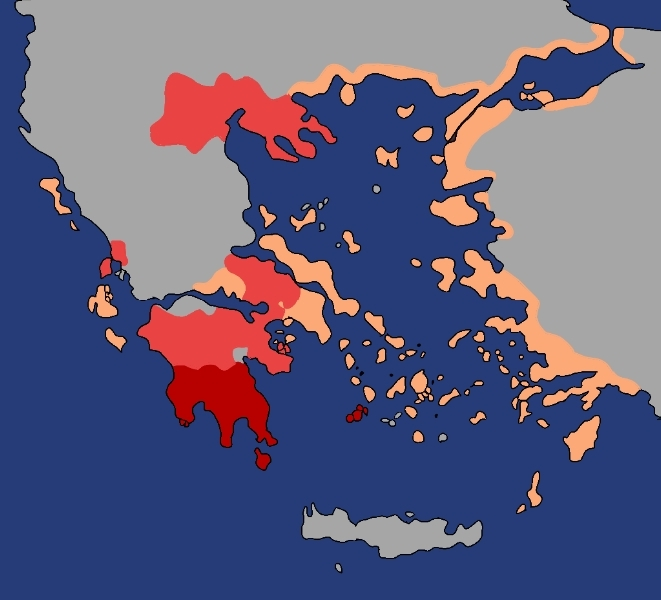
Massima estensione dell'egemonia spartana
Laconia Spartana
Lega peloponnesiaca
Dipendenze (lega delio-attica)

Sconfitta Atene, Sparta si impossessò di alcune terre che erano sottomesse alla città e la forzò a unirsi alla propria lega per cui, per un breve periodo, la lega delio-attica fu dipendente da quella peloponnesiaca, per poi dissolversi completamente. In queste dipendenze i precedenti governi oligarchici furono sostituiti da una decarchia, a sua volta governati da un armosta spartano.
Questo periodo di splendore durò in realtà molto poco: nel 395 a.C. la città fu attaccata dalla lega beotica guidata da Tebe, in cui figuravano particolarmente Corinto, Argo e Atene, che si era ribellata con Trasibulo. Sparta vinse in un primo momento la coalizione nelle battaglie di Nemea e di Coronea, ma alla fine venne sconfitta e il re Cleombroto I perì nella guerra beotica (371 a.C.). Nel mentre l'altro re Agesilao II stava conducendo un'offensiva in Asia Minore, spingendosi fino a Cunassa in Babilonia, ma fu anch'egli sconfitto nella battaglia di Cnido da Conone e dal satrapo persiano Farnabazo II, che poi compì delle incursioni nel Peloponneso. Gli stessi persiani promossero la pace di Antalcida (dal nome dell'eforo Antalcida) o Pace del Re con cui si concluse la guerra, per qualche mese. Sparta subì una grande disfatta nella battaglia di Tegira (375 a.C.) dove il sovrano Agesilao II fu sconfitto dal cosiddetto battaglione sacro e dai grandi strateghi Epaminonda, Pelopida, Gorgida e Cabria di Atene (che si era risollevata dalla sua crisi e aveva formato una nuova lega). Le sorti si decisero alla fine nella battaglia di Leuttra, dove la vittoria di Tebe segnò la fine dell'egemonia spartana e l'inizio di quella tebana. Ciò che ne seguì furono cinque invasioni del Peloponneso, e il totale scioglimento della lega peloponnesiaca, per quanto Sparta fosse riuscita a trovare come alleato iniziale la lega arcadica. Le ultime grandi battaglie furono quelle di Mantinea (362 a.C.), dove Tebe vinse ma perse i suoi grandi generali, e di Nasso, dove fu Atene a vincere. La grande sconfitta causò un tumulto degli iloti e della Messenia. Sparta entrò in un periodo di grave crisi e non riuscirà più a recuperare lo splendore di un tempo.

Situazione dopo la sconfitta di Leuttra (Sparta indicata in viola)

### Scontro con la Macedonia
Sparta entrò in una fase di declino, come anche il resto delle poleis greche, il ché coincise con la conquista macedone della Grecia. La città rimase principalmente neutrale negli scontri, aiutando solamente Atene a debellare un'incursione di Filippo II nella Focide. Filippo penetrò poi nel Peloponneso dopo aver vinto a Cheronea, si alleò con i Messeni e con gli Arcadi e creò la lega di Corinto per unire tutte le armate greche a quella macedone e creare una forza contro i persiani; tuttavia, Sparta aveva inizialmente rifiutato di unirsi. Secondo un aneddoto di Plutarco, Filippo II spedì un'ambasceria a Sparta con il messaggio «Sarebbe meglio che vi sottometteste ora, perché se invaderò la Laconia, sarete distrutti, e non risorgerete mai più». Gli spartani risposero con una sola parola, αἴκα ("se"), e l'esercito macedone devastò quindi la Laconia ma poi si ritirò.
L'ultimo scontro della Sparta pienamente indipendente fu la battaglia di Megalopoli, tra Agide III e Antipatro, generale di Alessandro Magno. Nonostante la sconfitta spartana, il re Agide morì eroicamente salvando la sua armata. Alessandro decise quindi di non soggiogare Sparta ma solo di farla entrare nella lega di Corinto, di cui era l'egemone.
Con la morte di Alessandro ebbero inizio le guerre dei diadochi.

## III secolo a.C.

### Ripresa e declino ellenistico
Dopo la spartizione di Babilonia e il trattato di Triparadiso (dove la Grecia passò da Perdicca ad Antipatro e Cassandro e infine a Demetrio Poliorcete), Sparta ispirò una serie di rivolte in Grecia simili di fatto alla guerra lamiaca. La città infatti sconfisse Demetrio in due battaglie, ma fu quest'ultimo ad andarsene perché doveva scontrarsi col suo nuovo rivale Lisimaco. Guidati dai re spartani Areo I e Cleonimo, la città aiutò Tebe e guidò una lega contro l'Etolia, dopo che costoro avevano profanato il santuario di Delfi. Ciò fu l'inizio della quinta guerra sacra, ma Areo perse.
Cleonimo convinse poi Pirro, re dell'Epiro, a intervenire nel Peloponneso ma costui assediò Sparta (272 a.C.). I cittadini si difesero, ed è interessante notare che nella difesa cittadina presero parte 7 000 donne; in seguito i re recuperarono alcune terre perdute dai tempi dell'egemonia tebana.
Approfittando della morte di Lisimaco, Sparta e Atene (appoggiate da Tolomeo) si scontrarono con Antigono Gonata nella guerra cremonidea, che risultò in sconfitta. 

Situazione dopo la sconfitta di Sellasia

All'interno della città stessa stava nascendo un problema: le ricchezze si erano ormai concentrate in un solo centinaio di famiglie, e la popolazione stava andando in declino. Il primo a cercare di risolvere la questione fu Agide IV, che cercò di cancellare i debiti, ma fu deposto e poi processato; in seguito Cleomene III, dopo aver sconfitto la lega achea nonostante l'opposizione degli spartiati, marciò su Sparta e fece un colpo di stato in cui abolì la carica di eforo, cancellò i debiti e redistribuì le terre, seguendo i consigli dell'amico e filosofo Sfero. Cleomene continuò a scontrarsi con la lega achea fino a quando perse nella battaglia di Sellasia (222 a.C.), dopodiché Antigono III Dosone entrò trionfante a Sparta (cosa mai avvenuta prima), inglobò la città nella lega achea e sostituì i re con gli efori. La carica regale fu poi restaurata dal misterioso Licurgo II (anche se probabilmente si trattava di un usurpatore), che guidò la lega etolica nella guerra degli alleati o guerra sociale, che però non vinse.

## II secolo a.C. e dominio romano

### Epilogo romano
Sparta aveva velocemente perso la sua identità: Licurgo II aveva allontanato Agesipoli III, l'ultimo re della dinastia Agiade, per cui adesso a Sparta c'era un solo monarca; la città e la Laconia erano anche diventate dipendenti dal regno di Macedonia, essendo parte della lega achea. A un certo punto anche gli Euripontidi furono spodestati da un certo Macanida, che fu tiranno spartano e partecipò al teatro delle guerre tra Roma e il mondo ellenico.
Dopo Macanida seguì il tiranno Nabide che aiutò Filippo V durante le guerre contro Roma. Filippo passò temporaneamente Argo sotto il controllo di Sparta, e in quel contesto Nabide attuò una serie di riforme: tolse ricchezze alle grandi famiglie argive, espropriò i territori e li redistribuì e instaurò sua moglie Apia come governatrice di Argo; costruì le prime ed uniche mura cittadine, inoltre trasformò il porto di Giteo in una base navale, e si alleò con Creta. Inoltre introdusse la monetazione a Sparta e diede la cittadinanza agli iloti.
Quando Nabide rifiutò di restituire Sparta, Roma, la Macedonia e le altre città greche gli mossero guerra e lo sconfissero; in seguito Sparta perse l'accesso al mare poiché 18 città costiere si erano riunite nella lega dei Laconi liberi.
Confinato nella città, Nabide approfittò della guerra tra Roma e l'impero Seleucide e recuperò le città secessioniste; tuttavia, fu poi battuto da Filopemene che assediò la città. Nabide fu poi assassinato dai membri di un contingente dell'Etolia che lo avevano tradito.
Dopo la battaglia di Corinto del 146 a.C., Sparta fu incorporata nella repubblica di Roma, insieme alle altre città greche, distribuite nelle provincie della Macedonia, Epiro, Tracia e Acaia (che conteneva Sparta). Va notato che la città non fu rasa al suolo, difatti il suo ultimo condottiero Menalcida (che a un certo punto era diventato egemone della lega achea) fece uscire Sparta dalla lega e si avvicinò a Roma, per cui la città fu risparmiata dai legionari di Lucio Mummio perché non partecipò alle ribellioni.
Sparta subì un grande periodo di transizione sotto Roma: la città divenne un'importante meta turistica per i romani, che ammiravano le tradizioni spartane, per quanto secondo Plinio la città si fosse ormai svuotata del suo antico splendore. Cicerone la annoverò tra le sue mete e nella città fu eretta una stazione di pernottamento per i diplomatici romani, di cui non rimane traccia. La città era semi-indipendente da Roma, una sorta di protettorato filo-romano, costituito da un governo locale denominato sinarchia, che era gerarchico.
Questi governatori, detti sinarchi, prendevano parte nell'aristopoliteia, una competizione tra le famiglie spartane più benestanti dove i vincitori ricevevano la corona d'alloro; Sparta da una parte iniziò ad avvicinarsi al mondo romano, pur rimanendo stretta alle vecchie tradizioni (antiquarianesimo) mentre iniziò a diffondersi il fenomeno dell'evergetismo. Fonti principali sono le Inscriptiones Graecae e la Periegesi di Pausania.
Le informazioni su Sparta iniziano a diventare molto più frammentarie: si sa che la città appoggiò Augusto nella battaglia di Filippi e nella guerra civile contro Marco Antonio, perché la città era amministrata dalla gens Claudia. Lo stesso Augusto visitò la città nel 21 a.C. e la moglie Livia Drusilla aveva legami con la città.
In seguito subentrarono gli Euriclidi, una famiglia di magistrati che in pratica governarono sulla città per conto di Roma come egemoni: il capostipite Gaio Giulio Euricle ottenne la cittadinanza romana e il titolo di "governatore sui Lacedemoni", suo figlio invece fu diarca insieme al padre e insieme ad esso compì opere di ricostruzione della città. Il loro discendente fu Gaio Giulio Euricle Ercolano Lucio Vibullio Pio; la famiglia riuscì a entrare nel senato romano, ma in seguito caddero in disgrazia sotto Nerone. L'eredità familiare passò a Quinto Pompeo Falcone, grande generale durante l'eta d'oro di Roma. Molti altri spartani ottennero alti gradi nella società romana come Gaio Giulio Teofrasto. Altra famiglia illustre furono gli Aurei.
Molti auxilia provenivano da Sparta, in particolare quelli delle guerre partiche, e la città entrò in un nuovo periodo fiorente, tanto da essere visitata da Libanio. Nel tardo impero romano fu inclusa nella Diocesis Macedoniae, nella prefettura dell'Illirico, perdendo la sua autonomia ma non il periodo di splendore.

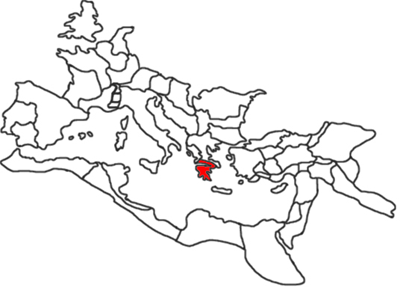
Provincia romana dell'Acaia all'interno della suddivisione dell'impero

## Dal Medioevo all'età moderna

### La città moderna
Sparta entrò nell'impero romano d'oriente, facendo parte poi, con le riforme di Eraclio, del thema di Hellas, la principale provincia della Grecia bizantina insieme a quelli di Nicopolis, Samos, Strymon, Thessalonike, Thrake e Kephalenia.

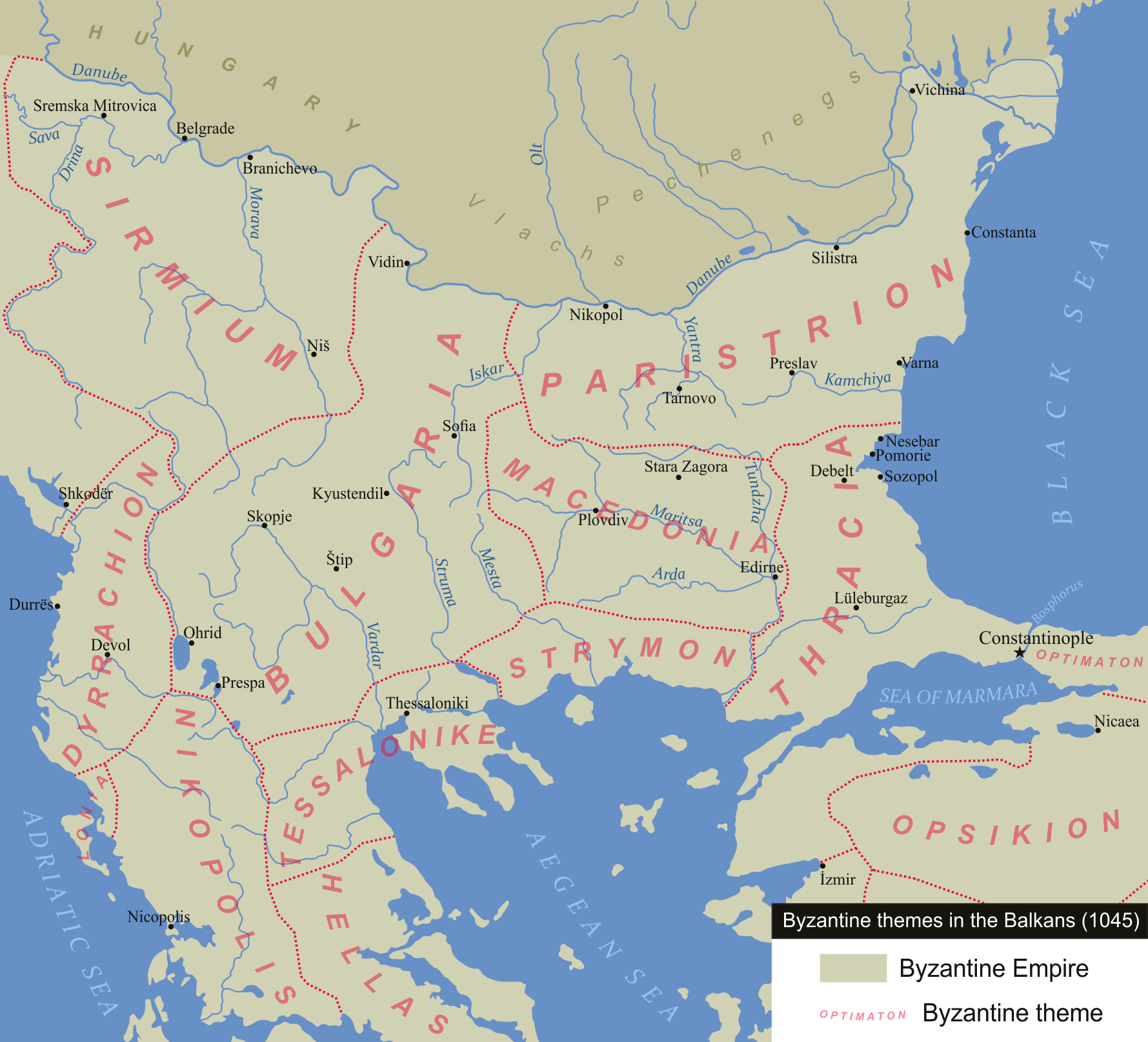
Themata bizantini principali nei Balcani

Nel 396 Alarico ed i suoi Goti devastarono la gloriosa città antica. Tra il VI ed il VII secolo il Peloponneso fu poi saccheggiato dagli Avari e dalle popolazioni slave, che vi si stabilirono e si insediarono anche in Laconia: secondo la Cronaca di Monemvasia, risalirebbe a questo periodo un primo abbandono di Sparta da parte degli abitanti greci, i quali fuggirono verso la costa egea ed in Sicilia, a Demenna. L'imperatore Niceforo I avvierà una politica di riellenizzazione: dopo l'assedio di Patrasso gli Slavi vennero deportati, la città fu ripopolata da greci e fu poi creato il thema del Peloponnesos, che si separò dall'originale Hellas e aveva Corinto come capitale. Alcuni slavi ellenizzati continuarono comunque a vivere nel Peloponneso, principalmente nella Laconia. Inoltre nel sud della penisola vivevano, e tuttora vivono i Manioti, che fino al X secolo veneravano ancora gli antichi dei greci.
Durante gli eventi della Quarta crociata (1202-1204), i crociati franchi e veneziani fondarono un accampamento non lontano dal complesso di Sparta, che poi diventerà la città di Mistra. In seguito si iniziò l'ampliamento del nuovo insediamento – con annesso un imponente castello – anche con materiale di spoglio proveniente dalle antiche rovine e cominciò un lento esodo di popolazione dall'antica Sparta verso Mistra. Quest'ultima divenne molto importante sotto il Principato d'Acaia di Guglielmo II Villehardouin e poi sotto il Despotato di Morea bizantino, trasformandosi in un centro culturale influente che eclissò la stessa Sparta. I Paleologi, i membri dell'ultima grande dinastia bizantina, provenivano da Mistra.
Nel 1460 Mistra fu presa dagli Ottomani di Mehmed II (che la incorporarono nell'eyalet dell'Arcipelago e poi di Morea) e fu oggetto di contesa tra l'impero e il dominio di Venezia.
Riguardo l'insediamento di Sparta, questo conobbe un lungo periodo di decadenza e di abbandono: gli abitanti si erano infatti spostati a Mistra, a Monemvasia o a Magnesia. Nel 1777, anno della rivolta Orlov, l'insediamento di Mistra contava qualche migliaia di abitanti mentre l'antica città era spopolata da secoli; gli abitanti della zona si chiamavano "Karagiannakos".
Dopo gli eventi della guerra d'indipendenza greca, il re Ottone di Grecia ordinò il ripopolamento di Sparta che fu ricostruita ed espansa notevolmente nel 1834; l'anno dopo si formò l'omonimo municipio, incluso nella periferia del Peloponneso e nell'unità periferica della Laconia. 
La nuova città si modernizzò rapidamente, mentre venne dato spazio al turismo e allo studio delle antiche rovine. Nel 2011, a seguito del Programma Callicrate, al comune di Sparta vennero uniti altri 6 ex municipi, fra cui Mistra. Dal 1983 si tiene la Spartathlon, sulle orme della maratona, mentre tra il 1991 e il 2019 è esistito il club calcistico Sparta FC (Athlītikī Enōsī Spartī). Oggi è chiamata in greco Σπάρτη?, Spárti.
Il 12 marzo 1996 i sindaci di Sparta e Atene firmarono un trattato di pace simbolico per commemorare la guerra del Peloponneso. Ironicamente, quindi, la guerra sarebbe rimasta aperta per oltre 2 500 anni.

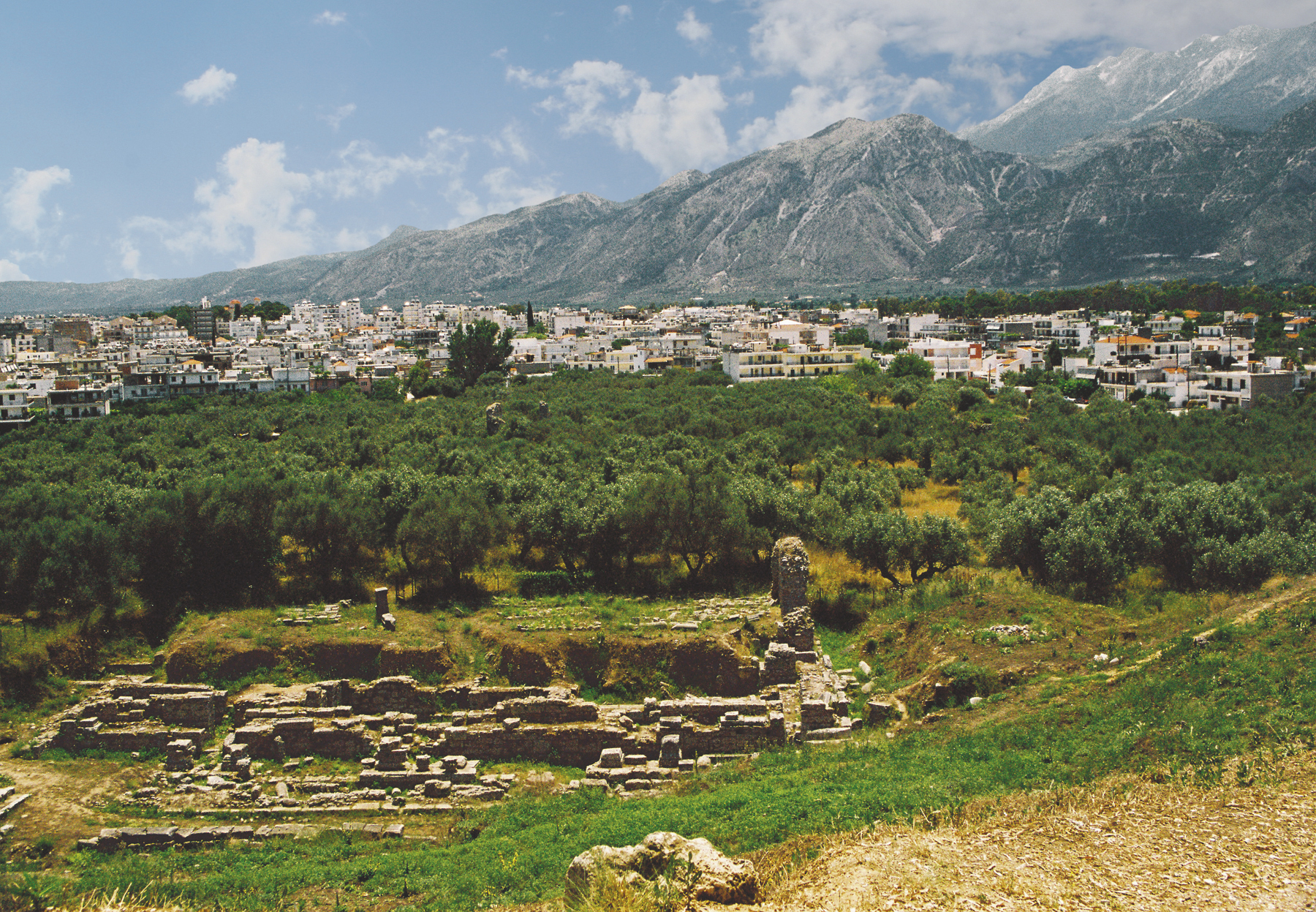
Veduta della moderna città di Sparta e di alcune rovine